# 20세기 스튜디오의 장편 애니메이션 영화 목록

## 주요 작품 목록
| 20세기 폭스 애니메이션 (1998년 ~ 2020년) 20세기 애니메이션 (2020년 ~ 현재)    |
| 폭스 애니메이션 스튜디오                                                      |
| 블루 스카이 스튜디오                                                          |
| 드림웍스 애니메이션                                                           |
| 폭스 이외의 스튜디오 (1975년 ~ 2020년) 20세기 이외의 스튜디오 (2020년 ~ 현재) |
| 기타                                                                          |

| 개봉일자   | 제목                         | 비고 |
| ---------- | ---------------------------- | --- |
| 1992.4.10  | 요정 크리스타                | 공동 제작 Kroyer Films and FAI Films                                                                                 |
| 1993.6.18  | 날아라 삼총사                | 공동 제작 한나-바베라, HTV Cymru/Wales                                                                               |
| 1994.11.23 | 페이지마스터                 | 북미 배급, 공동 제작 Turner Pictures                                                                                 |
| 1997.11.21 | 아나스타샤                   | 공동 제작 Fox Animation Studios                                                                                      |
| 2000.6.16  | 타이탄 A.E.                  | 공동 제작 폭스 애니메이션 스튜디오 and David Kirschner Productions                                                   |
| 2002.3.15  | 아이스 에이지                | 제공 20세기 폭스 애니메이션, 공동 제작 블루 스카이 스튜디오                                                          |
| 2005.3.11  | 로봇                         | 제공 20세기 폭스 애니메이션 공동 제작 블루 스카이 스튜디오                                                           |
| 2006.3.31  | 아이스 에이지 2              | 제공 20세기 폭스 애니메이션 공동 제작 블루 스카이 스튜디오                                                           |
| 2006.9.15  | 리틀 야구왕 앤디             | 제공 폭스 2000 픽처스, 공동 제작 IDT Entertainment, Arc Productions and Dan Krech Productions                        |
| 2007.7.27  | 심슨 가족: 더 무비           | 공동 제작 듄 엔터테인먼트, Gracie Films, Film Roman and Rough Draft Feature Animation                                |
| 2008.3.14  | 호튼                         | 제공 20세기 폭스 애니메이션 공동 제작 블루 스카이 스튜디오                                                           |
| 2008.7.18  | 스페이스 침스                | 공동 제작 Vanguard Animation, Odyssey Entertainment, Arc Productions and Studiopolis                                 |
| 2009.7.3   | 아이스 에이지 3: 공룡시대    | 제공 20세기 폭스 애니메이션 공동 제작 블루 스카이 스튜디오                                                           |
| 2009.11.13 | 판타스틱 Mr. 폭스            | 북미 배급, 공동 제작 리젠시 엔터프라이즈, 듄 엔터테인먼트, Indian Paintbrush and American Empirical Pictures         |
| 2011.4.15  | 리오                         | 제공 20세기 폭스 애니메이션, 공동 제작 블루 스카이 스튜디오                                                          |
| 2012.7.13  | 아이스 에이지 4: 대륙 이동설 | 제공 20세기 폭스 애니메이션, 공동 제작 블루 스카이 스튜디오                                                          |
| 2013.3.22  | 크루즈 패밀리                | 배급 담당, 제작 드림웍스 애니메이션 20세기 폭스가 배급하는 첫 번째 드림웍스 애니메이션 제작 영화.                    |
| 2013.5.24  | 에픽: 숲속의 전설            | 제공 20세기 폭스 애니메이션, 공동 제작 블루 스카이 스튜디오                                                          |
| 2013.7.17  | 터보                         | 배급 담당, 제작 드림웍스 애니메이션                                                                                  |
| 2013.12.20 | 다이노소어 어드벤처 3D       | 공동 제작 Reliance Entertainment, IM Global and Evergreen Films                                                      |
| 2014.3.7   | 천재 강아지 미스터 피바디    | 배급 담당, 제작 드림웍스 애니메이션                                                                                  |
| 2014.4.11  | 리오 2                       | 제공 20세기 폭스 애니메이션, 공동 제작 블루 스카이 스튜디오                                                          |
| 2014.6.13  | 드래곤 길들이기 2            | 배급 담당, 제작 드림웍스 애니메이션                                                                                  |
| 2014.10.17 | 마놀로와 마법의 책           | 공동 제작 20세기 폭스 애니메이션 and Reel FX Creative Studios                                                        |
| 2014.11.26 | 마다가스카의 펭귄            | 배급 담당, 제작 드림웍스 애니메이션                                                                                  |
| 2015.3.27  | 홈                           | 배급 담당, 제작 드림웍스 애니메이션                                                                                  |
| 2015.11.6  | 스누피: 더 피너츠 무비       | 제공 20세기 폭스 애니메이션, 공동 제작 블루 스카이 스튜디오                                                          |
| 2016.1.29  | 쿵푸 팬더 3                  | 배급 담당, 제작 드림웍스 애니메이션                                                                                  |
| 2016.7.22  | 아이스 에이지: 지구 대충돌   | 제공 20세기 폭스 애니메이션, 공동 제작 블루 스카이 스튜디오                                                          |
| 2016.11.4  | 트롤                         | 배급 담당, 제작 드림웍스 애니메이션                                                                                  |
| 2017.3.31  | 보스 베이비                  | 배급 담당, 제작 드림웍스 애니메이션                                                                                  |
| 2017.6.2   | 캡틴 언더팬츠                | 배급 담당, 제작 드림웍스 애니메이션 이 영화가 20세기 폭스에서 마지막으로 배급하는 드림웍스 애니메이션 제작 영화이다. |
| 2017.12.15 | 페르디난드                   | 제공 20세기 폭스 애니메이션, 공동 제작 블루 스카이 스튜디오                                                          |
| 2018.3.23  | 개들의 섬                    | |
| 2019.12.25 | 스파이 지니어스              | 제공 20세기 폭스 애니메이션, 공동 제작 블루 스카이 스튜디오 and Chernin Entertainment                                |

## 같이 보기
- 디즈니의 장편 애니메이션 영화 목록
- 20세기 애니메이션
- 픽사의 영화 목록